# Temelucha arenosa
Temelucha arenosa är en stekelart som först beskrevs av Szepligeti 1899.  Temelucha arenosa ingår i släktet Temelucha och familjen brokparasitsteklar. Arten är reproducerande i Sverige. Inga underarter finns listade i Catalogue of Life.